# Matschuner Jöchli
Matschuner Jöchli är en bergstopp i Österrike.   Den ligger i distriktet Bludenz och förbundslandet Vorarlberg, i den västra delen av landet, 500 km väster om huvudstaden Wien. Toppen på Matschuner Jöchli är 2 321 meter över havet.
Terrängen runt Matschuner Jöchli är huvudsakligen bergig, men den allra närmaste omgivningen är kuperad. Runt Matschuner Jöchli är det ganska glesbefolkat, med 47 invånare per kvadratkilometer.. Närmaste större samhälle är Schruns, 13,9 km norr om Matschuner Jöchli. 
I omgivningarna runt Matschuner Jöchli växer i huvudsak barrskog.